# WING (Passpo)
Pour les articles homonymes, voir Wing.
Singles de PASSPO☆
Natsuzora HANABI
(15 août 2012) Sakura Komachi
(13 février 2013)
WING est le 6e single "major" et 10e single au total du groupe de rock japonais PASSPO☆.

## Présentation
Le single est sorti le 3 octobre 2012 au Japon sous le label Universal J, et atteint la 3e place du classement des ventes de l'oricon. 
Il sort dans deux éditions, chacune avec une pochette illustrée différemment. 
Une édition normale dite "disque classe économique" (エコノミークラス盤, economy class ban) comporte seulement un CD et une édition limitée dite "disque première classe" (ファーストクラス盤, first class ban) accompagnée d'un DVD supplémentaire.

## Membres
- Ai Negishi
- Yukimi Fujimoto
- Makoto Okunaka
- Natsumi Iwamura
- Mio Masui
- Shiori Mori
- Sako Makita
- Naomi Anzai
- Anna Tamai

## Titres
CD (toutes éditions)
1. WING
2. DOMDOM FREEDOM  (ダムダムフリーダム?)
3. WING (instrumental)
4. DOMDOM FREEDOM  (ダムダムフリーダム?) (instrumental)

DVD de l'édition First Class
1. WING (Music Video)